# Stenopsyche variabilis
Stenopsyche variabilis är en nattsländeart som beskrevs av Kumanski 1992. Stenopsyche variabilis ingår i släktet Stenopsyche och familjen Stenopsychidae. Inga underarter finns listade i Catalogue of Life.